# Aeroportul Kubin
Aeroportul Kubin (IATA: KUG, ICAO: YKUB) este un aeroport din Queensland, Australia. Aeroportul a fost tranzitat în 2021 de 7.513 pasageri.
Situat la o altitudine de 6 m, aeroportul dispune de o singură pistă. Este operat de Torres Strait Regional Authority⁠(d).